# Індійська прем'єр-ліга
Індійська прем'єр-ліга (англ. Indian Premier League, IPL або DLF IPL) — ліга для змагань з різновиду крикету Двадцять20, створена Радою з контролю крикету в Індії (Board of Control for Cricket in India, BCCI) в 2008 році.
Перший сезон почався 18 квітня 2008 року та завершився перемогою команди Раджастхан Роялз. Другий сезон збігся з виборами в Індії, через що уряд відмовився виділити війська для підтримання безпеки, в результаті BCCI провела його за межами Індії, в Південно-Африканській Республіці. Третій сезон заплановано розпочати 12 березня 2010 року, він триватиме 45 днів.
В лізі зараз грає 8 команд, а число матчів 3 сезону досягне 94.
Команди ліги:
- Мумбаї Індіанс
- Роял Челленджерз Банґалор
- Деккан Чарджерз
- Ченнаї Супер Кінґз
- Делі Дердевілз
- Кінґз XI Панджаб
- Колката Найт Райдерз
- Раджастхан Роялз

## Ресурси Інтернету
- Офіційна сторінка ліги [Архівовано 13 травня 2011 у Wayback Machine.]